# Alcméon fils de Sillos
Pour les articles homonymes, voir Alcméon.
Dans la mythologie grecque, Alcméon (en grec ancien Ἀλκμαίων / Alkmaíôn), fils de Sillos, régna sur la Messénie jusqu'à ce que les Héraclides Téménos et Cresphontès le détrônent.
Les Alcméonides d'Athènes prétendaient descendre de lui, se rattachant par là à son lointain aïeul Nélée.

## Source
- Pausanias, Description de la Grèce [détail des éditions] [lire en ligne] (II, 18, 8).